# Connarus pachyphyllus
Connarus pachyphyllus är en tvåhjärtbladig växtart som beskrevs av Merrill. Connarus pachyphyllus ingår i släktet Connarus och familjen Connaraceae. Inga underarter finns listade i Catalogue of Life.